# فولوكونوفكا
فولوكونوفكا (بالروسية: Волоконовка) هي مدينة في مقاطعة بيلغورود أوبلاست في روسيا.